# 제프리 헌터
제프리 헌터(Jeffrey Hunter, 1926년 11월 25일 ~ 1969년 5월 27일)는 미국의 배우, 영화 프로듀서, 텔레비전 배우, 영화배우이다.

## 영화
- 감독 존 포드 (1971년) - [자료화면] 역
- 크리스마스 키드 (1967년)
- 가이드 포 더 메리드 맨 (1967년)
- 브레인스톰 (1965년)
- FBI (1965년)
- 스타 트렉 (1965년)
- 지상 최대의 작전 (1962년)
- 왕중왕 (1961년)
- 버팔로 대대 (1960년)
- 전장이여 영원히 (1960년)
- 마지막 함성 (1958년)
- 제시 제임스 스토리 (1957년) - 프랭크 제임스 역
- 노 다운 페이먼트 (1957년)
- 자랑스런 사나이 (1956년)
- 죽음전의 키스 (1956년)
- 수색자 (1956년)
- 클라이막스! (1954년)
- 14시간 (1951년)
- 프로그먼 (1951년)